# ズヴョーズドヌイ・ゴロドク

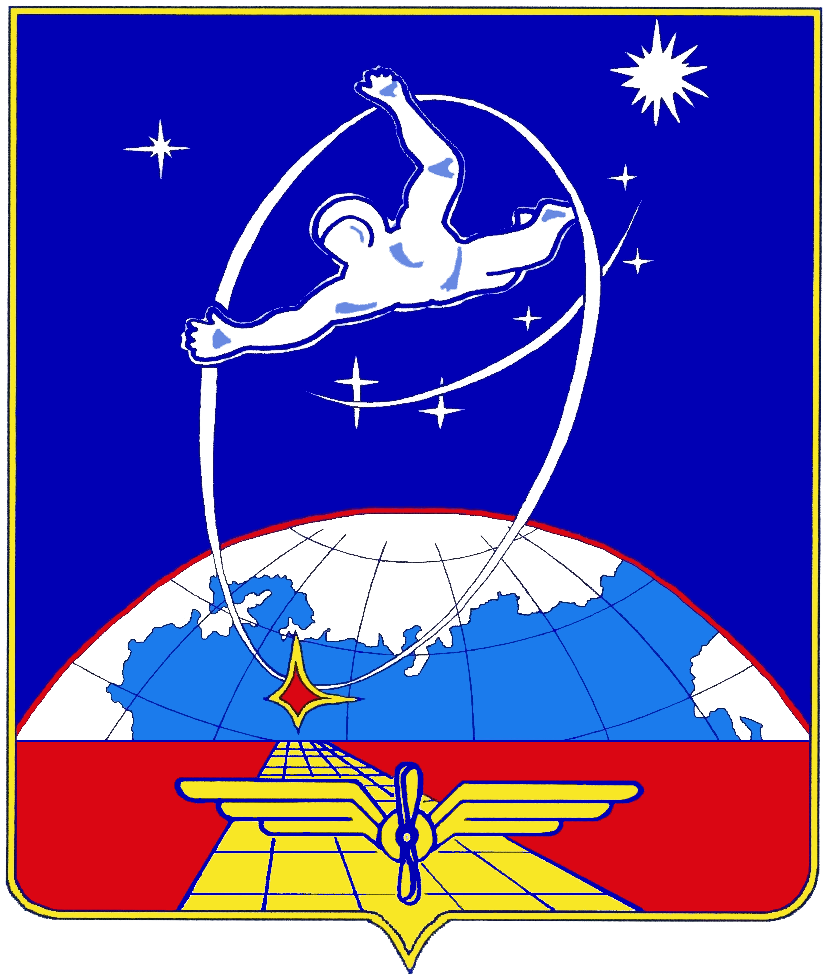
記章

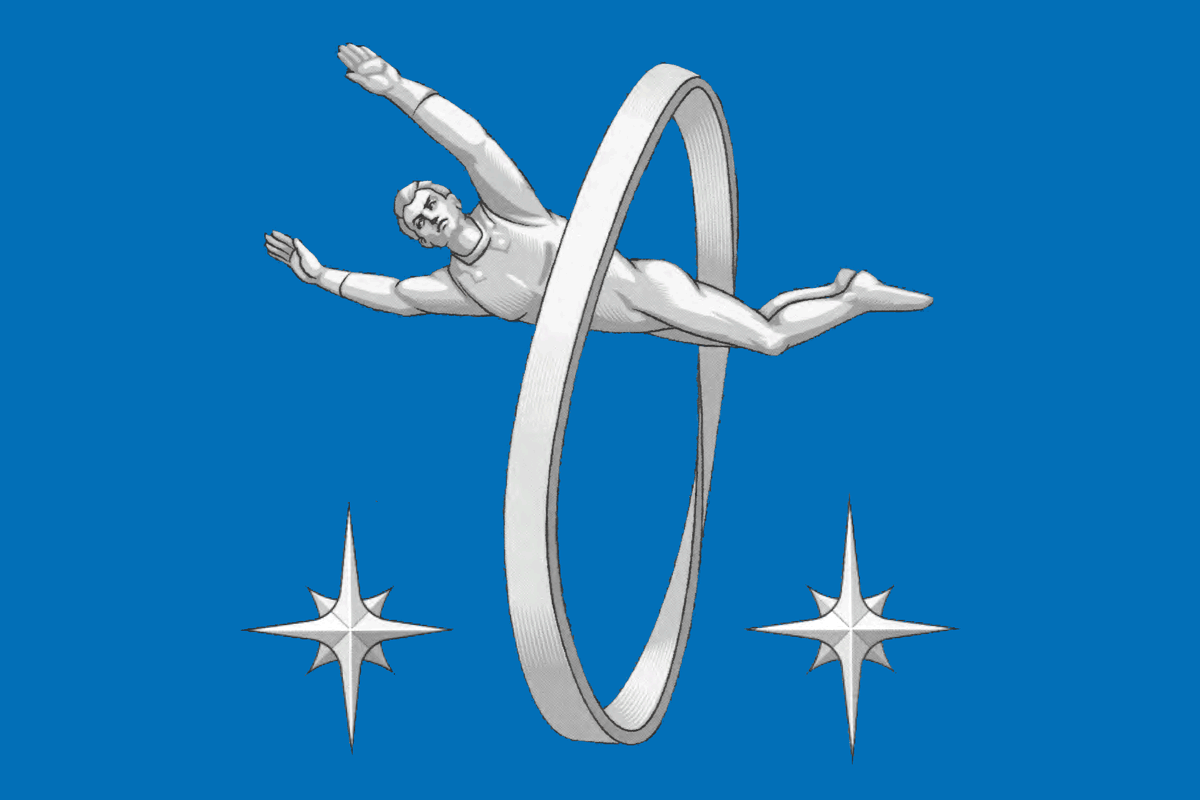
旗

ズヴョーズドヌイ・ゴロドク(Zvyozdny gorodok)は、ロシアのモスクワ州にある閉鎖都市型集落の1つである。スターシティとして知られる軍事研究と宇宙飛行訓練の施設があることで知られる。2010年国勢調査時点の人口は、6332人である。

## 歴史
その歴史の大部分において、スターシティとして知られる宇宙飛行訓練センターがソビエト軍、後にロシア軍の管轄下にあった。しかし1996年8月の法改正により、このセンターはロシア国防省とロスコスモスの共管となった。この共同管理は2008年10月1日まで続き、その後はロスコスモスの1組織として再編された。その結果、軍事用だったスターシティは民生用となった。2009年1月19日に閉鎖都市となり、同年8月5日にモスクワ州知事のボリス・グロモフによって、軍事都市から都市型集落への転換が決議された。10月29日、この都市型集落はズヴョーズドヌイ・ゴロドクと命名されたが、2011年時点で、この名前はロシア連邦政府に公式には承認されていない。

## 姉妹都市
- スロヴェンスケ・コニツェ（スロベニア）